# Ster Zeeuwsche Eilanden
La Ster Zeeuwsche Eilanden (it.: Stella delle isole zelandesi) è una corsa a tappe di ciclismo su strada femminile che si tiene in Zelanda, nei Paesi Bassi, ogni anno nel mese di giugno. Fa parte del Calendario internazionale femminile UCI in classe 2.2.

## Storia
Nata nel 1988, si è chiamata Ster van Walcheren (Stella di Walcheren, dal nome dell'isola zelandese di Walcheren) fino al 2004.

## Albo d'oro
Aggiornato all'edizione 2012.
| Anno    | Vincitrice           | Seconda               | Terza                    |
| ------- | -------------------- | --------------------- | ------------------------ |
| 1998    | Valentina Polchanova | Chantal Beltman       | Marielle van Scheppingen |
| 1999    | Hanka Kupfernagel    | Debby Mansveld        | Ghita Beltman            |
| 2000    | Hanka Kupfernagel    | Edith Klep-Moerenhout | Sandra Rombouts          |
| 2001    | Lada Kozlikova       | Andrea Bosman         | Anouska van der Zee      |
| 2002    | Leontien van Moorsel | Vera Koedooder        | Frances Newstead         |
| 2003    | Mirjam Melchers      | Loes Gunnewijk        | Vera Koedooder           |
| 2004    | Chantal Beltman      | Loes Gunnewijk        | Katherine Bates          |
| 2005    | Mirjam Melchers      | Loes Gunnewijk        | Chantal Beltman          |
| 2006    | Kirsten Wild         | Marianne Vos          | Linda Villumsen          |
| 2007    | Marianne Vos         | Kirsten Wild          | Mirjam Melchers          |
| 2008    | Ina-Yoko Teutenberg  | Kirsten Wild          | Ellen Van Dijk           |
| 2009    | Ina-Yoko Teutenberg  | Chantal Beltman       | Linda Villumsen          |
| 2010    | Kirsten Wild         | Iris Slappendel       | Annemiek van Vleuten     |
| 2011    | Marianne Vos         | Kirsten Wild          | Sarah Düster             |
| 2012    | Kirsten Wild         | Amy Cure              | Amy Pieters              |
| 2013-14 | non disputata        |                       |                          |